# 7A busz (Veszprém)
A veszprémi 7A jelzésű autóbusz a Haszkovó forduló és Cholnokyváros között közlekedik. A vonalat a V-Busz Veszprémi Közlekedési Kft. üzemelteti.

## Története
A járatot 2019. január 1-jén indította el Veszprém új szolgáltatója, a V-Busz.
2019. december 15-étől a Cholnokyváros felé érinti a Kórház megállóhelyet is, az ellenkező irányban pedig új megállót kap Vörösmarty Mihály tér néven. Cholnokyvárosban módosul a vonalvezetése is, mind a két irányban a Lóczy Lajos utcán közlekedik.

## Útvonala
| Ady Endre utca / Cholnoky Jenő utca felé | Haszkovó forduló felé |
| --- | --- |
| Haszkovó forduló vá. – Haszkovó utca – Kálvin János park – Munkácsy Mihály utca – Jutasi út – Mindszenty József utca – Mártírok útja – Orgona utca – Ibolya utca – Almádi út – Cholnoky Jenő utca – Lóczy Lajos utca – Ady Endre utca – Ady Endre utca / Cholnoky Jenő utca vá. | Ady Endre utca / Cholnoky Jenő utca vá. – Ady Endre utca – Lóczy Lajos utca – Cholnoky Jenő utca – Almádi út – Bajcsy-Zsilinszky Endre utca– Mártírok útja – Mindszenty József utca – Jutasi út – Munkácsy Mihály utca – Kálvin János park – Haszkovó utca – Haszkovó forduló vá. |

## Megállóhelyei
| 0  | Haszkovó forduló végállomás                    | 15 | 1, 2, 3, 4, 4A, 6, 8, 8A, 10, 11, 18, 18A, 21                             |
| 1  | Haszkovó utca                                  | 14 | 3, 4, 4A, 8, 8A, 11, 21                                                   |
| 3  | Munkácsy Mihály utca                           | 12 | 4, 4A, 13                                                                 |
| 5  | Petőfi Sándor utca                             | 11 | 1, 2, 3, 4, 4A, 10, 13                                                    |
| 7  | Veszprém autóbusz-állomás                      | 10 | 1, 2, 3, 4, 4A, 10, 12, 12A, 13, 22, 23 Helyközi buszok Távolsági járatok |
| 9  | Hotel                                          | 8  | 1, 2, 3, 4, 4A, 5, 6, 10, 12, 12A, 13, 22, 25                             |
| 10 | Kórház                                         | ∫  | 22 Helyközi buszok                                                        |
| ∫  | Vörösmarty Mihály tér                          | 7  |                                                                           |
| 11 | Radnóti Miklós tér                             | 6  | Helyközi buszok                                                           |
| 12 | Almádi út                                      | 4  | 8, 8A, 11 Helyközi buszok                                                 |
| 13 | Cholnoky forduló                               | 3  | 5, 8, 8A, 11                                                              |
| 14 | Hérics utca                                    | 2  | 5, 8, 8A, 11                                                              |
| 15 | Lóczy Lajos utca                               | 1  | 5, 8, 8A, 11                                                              |
| 16 | Ady Endre utca / Cholnoky Jenő utca végállomás | 0  | 5, 8, 8A                                                                  |